# Copa de las Naciones UCI sub-23 2023
La Copa de las Naciones UCI sub-23 2023 es la decimoséptima edición del calendario ciclístico creado por la Unión Ciclista Internacional para corredores menores de 23 años.
El calendario está compuesto por tres carreras limitadas a corredores menores de 23 años (sub-23).

## Resultados
| Fecha           | País            | Carrera                  | Categoría | Vencedor       | Equipo                 |
| --------------- | --------------- | ------------------------ | --------- | -------------- | ---------------------- |
| 24-28 de mayo   | Polonia         | Orlen Nations Grand Prix | 2.Ncup    | Gal Glivar     | Selección de Eslovenia |
| 8-11 de junio   | República Checa | Carrera de la Paz sub-23 | 2.Ncup    | Antoine Huby   | Selección de Francia   |
| 19-27 de agosto | Francia         | Tour del Porvenir        | 2.Ncup    | Isaac Del Toro | Selección de México    |

## Clasificaciones finales
| Pos. | País        | Puntos |
| ---- | ----------- | ------ |
| 1.º  | Italia      | 135    |
| 2.º  | Francia     | 121    |
| 3.º  | Portugal    | 70     |
| 4.º  | Reino Unido | 69     |
| 5.º  | España      | 59     |